# Česnokovit
Česnokovit (Pekov & al., 2007), chemický vzorec Na2[SiO2(OH)2].8H2O, je kosočtverečný minerál. Původ jména: Boris Valentinovič Česnokov (1928-2005), ruský mineralog.

## Původ
Hydrotermální minerál ussingitových žil.

## Morfologie
Chaoticky uspořádané agregáty hrubě lamelárních krystalků (až 0,05 × 1 × 2 cm), zpoštělých podle [010]. Hlavním (prvořadým) krystalovým tvarem je pinakoid {010}, bývá bez bočních ploch.

## Vlastnosti
- Fyzikální vlastnosti: Tvrdost 2,5, hustota 1,68 g/cm³, h=1,64 (vypočtená pro ideální složení), štěpnost dokonalá podle {010}, střední podle {100} a {001}, křehký, lom stupňovitý
- Optické vlastnosti: Barva: bezbarvá, agregáty mají barvu bílou až světle hnědavě žlutou. Lesk mdlý skelný, průhlednost: průhledný, v agregátech jen průsvitný, vryp bílý. Opticky dvojosý (+), nemá patrnou disperzi optických os, není pleochroický, ve výbrusech bezbarvý.
- Chemické vlastnosti: Složení: Na2O 21,49 %, K2O 0,38 %, Li2O 0,003 %, SiO2 21,42 %, H2O 54,86 %, celkem 98,153.

## Naleziště
- Rusko – Kedykverpachk' (hora, lovozerský alkalický masiv, Kolský poloostrov) z ussingitové žíly zastižené podzemními důlními pracemi. Tvoří hnízda 4 × 6 × 10 cm velká, složená z chaoticky uspořádaných agregátů hrubě lamelárních krystalů (až 0,05 × 1 × 2 cm), zploštělých podle [010]. Nalezen v asociaci s natrolitem, sodalitem, vuonnemitem, steenstrupinem-(Ce), fosinaitem-(Ce), natisitem, gobbinsitem, villiaumitem, natrosilitem, revditem aj. ve srůstech s natrofosfátem.